# Yeo
La  Yeo, aussi connue sous le nom d'Ivel ou de Gascoigne, est un affluent en rive droite du fleuve Parrett dans le nord du Dorset et le sud du Somerset en Angleterre.

## Géographie
La rivière prend sa source dans le nord du Dorset Down. Elle coule à travers Sherborne et les villes de Yeovil, Yeovilton et Ilchester dans le Somerset. Elle rejoint la Parrett près de Langport. Elle forme la frontière entre les comtés du Somerset et du Dorset pendant quelques kilomètres à l’est de Yeovil.

## Affluents
Les affluents de la Yeo sont la Wriggle, la Trent Brook, la Hornsey Brook, la Cam et la Bearley Brook.

## Hydrologie
Son régime hydrologique est dit pluvial océanique.

## Aménagements et écologie
La rivière est navigable pour une embarcation légère pendant 13 km entre la Parrett et Ilchester.

## Hydronymie
Le nom de la rivière est issu du celtique gifl signifiant « rivière fourchue ». L'hydronyme actuel Yeo semble avoir subi l'influence du vieil anglais ēa « rivière », mot d'origine germanique.